# Astephanus
Astephanus es un género de plantas fanerógamas de la familia Apocynaceae. Contiene 88 especies.

## Distribución y hábitat
Es originario de Sudáfrica distribuido en un área de precipitaciones de invierno, en Table Mountain en suelos de arenisca y caliza, a baja altura.

## Descripción
Son enredaderas con látex incoloro, sus órganos subterráneos son raíces fibrosas. Con inflorescencias  extra-axilares, solitarias con 6-8 flores,  subsésiles a pedunculadas. 

## Taxonomía
El género fue descrito por Robert Brown y publicado en On the Asclepiadeae 43. 1810.

## Especies seleccionadas
- Astephanus arenarius
- Astephanus badius
- Astephanus berterii
- Astephanus carassensis
- Astephanus cernuus